# Kanton Vallespir-Albères
Vallespir-Albères (katalanisch Vallespir-Albera) ist seit 2015 ein französischer Wahlkreis im Arrondissement Céret, im Département Pyrénées-Orientales und in der Region Okzitanien; sein Hauptort ist Céret.

## Gemeinden
Der Kanton besteht aus 13 Gemeinden mit insgesamt 31.080 Einwohnern (Stand: 1. Januar 2022) auf einer Gesamtfläche von 239,91 km²:
| Gemeinde                  | Einwohner 1. Januar 2022 | Fläche km² | Dichte Einw./km² | Code INSEE | Postleitzahl |
| ------------------------- | ------------------------ | ---------- | ---------------- | ---------- | ------------ |
| Céret                     | 7.544                    | 37,86      | 199              | 66049      | 66400        |
| L’Albère                  | 63                       | 17,10      | 4                | 66001      | 66480        |
| Laroque-des-Albères       | 2.245                    | 20,51      | 109              | 66093      | 66740        |
| Le Boulou                 | 5.396                    | 14,42      | 374              | 66024      | 66160        |
| Le Perthus                | 565                      | 4,27       | 132              | 66137      | 66480        |
| Les Cluses                | 258                      | 8,91       | 29               | 66063      | 66480        |
| Maureillas-las-Illas      | 2.859                    | 42,10      | 68               | 66106      | 66480        |
| Montesquieu-des-Albères   | 1.283                    | 17,06      | 75               | 66115      | 66740        |
| Saint-Génis-des-Fontaines | 2.985                    | 9,90       | 302              | 66175      | 66740        |
| Saint-Jean-Pla-de-Corts   | 2.283                    | 10,62      | 215              | 66178      | 66490        |
| Sorède                    | 3.500                    | 34,54      | 101              | 66196      | 66690        |
| Villelongue-dels-Monts    | 1.917                    | 11,55      | 166              | 66225      | 66740        |
| Vivès                     | 182                      | 11,07      | 16               | 66233      | 66490        |
| Kanton Vallespir-Albères  | 31.080                   | 239,91     | 130              | 6617       | –            |